# Chassalia
Chassalia är ett släkte av måreväxter. Chassalia ingår i familjen måreväxter.

## Dottertaxa tillChassalia, i alfabetisk ordning[1]
- Chassalia acutiflora
- Chassalia afzelii
- Chassalia albiflora
- Chassalia ambodirianensis
- Chassalia androrangensis
- Chassalia angustifolia
- Chassalia assimilis
- Chassalia betamponensis
- Chassalia betsilensis
- Chassalia bicostata
- Chassalia bipindensis
- Chassalia blumeana
- Chassalia bojeri
- Chassalia bonifacei
- Chassalia boryana
- Chassalia bosseri
- Chassalia bracteata
- Chassalia buchwaldii
- Chassalia capitata
- Chassalia catatii
- Chassalia caudifolia
- Chassalia chartacea
- Chassalia christineae
- Chassalia comorensis
- Chassalia corallifera
- Chassalia corallioides
- Chassalia coriacea
- Chassalia coursii
- Chassalia cristata
- Chassalia cupularis
- Chassalia curviflora
- Chassalia densiflora
- Chassalia densifolia
- Chassalia discolor
- Chassalia doniana
- Chassalia elliptica
- Chassalia elongata
- Chassalia euchlora
- Chassalia eurybotrya
- Chassalia gaertneroides
- Chassalia gracilis
- Chassalia grandifolia
- Chassalia grandistipula
- Chassalia griffithii
- Chassalia hasseltiana
- Chassalia hiernii
- Chassalia humbertii
- Chassalia ischnophylla
- Chassalia javanica
- Chassalia kenyensis
- Chassalia kolly
- Chassalia laikomensis
- Chassalia lanceolata
- Chassalia laxiflora
- Chassalia leandrii
- Chassalia leptothyrsa
- Chassalia longiloba
- Chassalia lukwangulensis
- Chassalia lushaiensis
- Chassalia lutescens
- Chassalia macrodiscus
- Chassalia magnifolia
- Chassalia melanocarpa
- Chassalia membranacea
- Chassalia microphylla
- Chassalia minor
- Chassalia moramangensis
- Chassalia nannochlamys
- Chassalia obscurinervia
- Chassalia oxylepis
- Chassalia parva
- Chassalia parvifolia
- Chassalia pedicellata
- Chassalia pentachotoma
- Chassalia perrieri
- Chassalia petitiana
- Chassalia petrinensis
- Chassalia pleuroneura
- Chassalia porcata
- Chassalia princei
- Chassalia propinqua
- Chassalia pteropetala
- Chassalia pubescens
- Chassalia quaternifolia
- Chassalia richardii
- Chassalia ridleyi
- Chassalia simplex
- Chassalia singapurensis
- Chassalia staintonii
- Chassalia stenantha
- Chassalia stenothyrsa
- Chassalia subcordatifolia
- Chassalia subcoriacea
- Chassalia subherbacea
- Chassalia subnuda
- Chassalia subochreata
- Chassalia subspicata
- Chassalia tahanica
- Chassalia tchibangensis
- Chassalia ternifolia
- Chassalia tricepa
- Chassalia tsaratanensis
- Chassalia ugandensis
- Chassalia umbraticola
- Chassalia vanderystii
- Chassalia venosa
- Chassalia verticillata
- Chassalia violacea
- Chassalia virgata
- Chassalia zenkeri
- Chassalia zimmermannii